# دریاچه (شعر)
دریاچه (به فرانسوی: Le Lac) یکی از شاهکارهای ادبیات فرانسه و سروده آلفونس دو لامارتین شاعر شهیر رمانیسیسم فرانسوی در مجموعه تاملات شاعرانه است معشوقه لامارتین در این شعر همسر ژاک شارل ژولی شارل است دریاچه بورگه در ساوی(Lac du Bourget) دریاچه مورد اشاره در این شعر است

## دریاچه
ای زمان، بازدار این پرواز را! و شما، ای لحظه‌های سازگار،
بازدارید سیر خود را!
تا بهره بریم از لذت شادی‌های گذرا
«از این زیباترین روزهامان!»...
چه بیهوده اما، می‌طلبم لحظاتی،
زمان ز دستم می‌رود و می‌زند گریزی،
گویم به شب: «چو می‌روی، آهسته‌تر»
اما فلق می‌زداید شب را.
یکدیگر را پس بداریم دوست، بداریم دوست! وزین زمان گذرا،
بشتابیم تا بگیریم بهره ای
آدمی را نیست در جایی بندری، زمان را نیست در جایی
ساحلی.
«او روان است و ما درگذریم!»...
ابدیت، نیستی، گذشته، ورطه‌های تاریک،
چه می‌کنید با روزهایی که می‌بلعید؟
بگویید: این لحظات اوج سرمستی را به ما بازمی‌گردانید؟
همان‌هایی را که از ما می‌ربایید؟
ای دریاچه! صخره‌های گنگ! غارها! جنگل تیره!
که زمان را با شما کاری نیست یا که غیر از جوانی ارمغانی
نیست،
برگیرید از این شب، برگیرید، ای طبیعت زیبا!
لااقل خاطره اش را!
باشد که در آرامشت، باشد که در امواج خروشانت،
ای دریاچة ی زیبا، و در منظرة ی پشته‌های دلنوازت،
و در صنوبرهای تیره ات، و در تخته سنگ‌های سرکشت
که واژگونند بر روی آبهایت!
باشد که در باد صبا که می‌لرزاند و می‌گذرد،
در هیاهوی کناره‌هایت از طنین کناره‌هایت،
در کوکب سیمین چهره ای که تمامی پهنه ات را
از انوار کم سویش سفید کرده!
تا بادی که شکوه می‌کند، نی ای که ناله می‌کند،
تا ملایم عطر هوای خوشت،
تا هر آنچه می‌شنویم، هر آنچه می‌بینیم یا هر دمی که فرو
می‌بریم،
همه گویند:(آن‌ها یکدگر دوست داشتند!)